# Agresiones sexuales de Nochevieja en Alemania
Las agresiones sexuales de Nochevieja en Alemania fueron una serie de agresiones ocurridas el 31 de diciembre de 2015, durante las celebraciones de víspera de Año Nuevo. Se presentaron múltiples casos de agresión sexual, robos y al menos dos de violación a mujeres en Alemania, principalmente en el centro de Colonia. Otras ciudades reportaron incidentes, entre ellas Berlín, Bielefeld, Düsseldorf, Frankfurt, Hamburgo y Stuttgart. También se ha informado de agresiones similares en Austria, Finlandia, Suecia y Suiza.
El exjefe de la policía de Colonia, Wolfgang Albers, quien fue suspendido del cargo el 8 de enero debido a las denuncias de la desinformación en los días posteriores a los sucesos, dijo a la prensa que los autores de las agresiones sexuales eran de apariencia árabe o del norte de África y calificó el incidente como «una nueva dimensión de la delincuencia». Más tarde se reveló por la policía que 18 de los 31 sospechosos arrestados por la Policía Federal en la víspera de Año Nuevo eran solicitantes de asilo, sospechosos de lesiones y robo, los 13 restantes habían recibido la nacionalidad en el anterior año. Hay otros 21 sospechosos identificados por la policía de Colonia, que no han sido detenidos hasta el momento. Otros indicios sugieren que los solicitantes de asilo sí estaban involucrados, aunque no se ha podido demostrar que estas sospechas no fueran infundadas. Más de una semana después de los ataques, la Policía de Colonia anunció dos arrestos. Al mismo tiempo, Albers fue colocado en «retiro provisional».
Los ataques fueron condenados por la alcaldesa de Colonia, Henriette Reker. La respuesta de la policía y la reacción retrasada de los medios de comunicación fueron blanco de la crítica de los ciudadanos alemanes, quienes consideran que los incidentes se deben, en parte, a la crisis migratoria en Europa. Muchas plataformas identitarias y partidos en auge, como la AfD (Alternative für Deutschland), fue el único partido que denunció estos casos, en contra de los demás partidos que no lo denunciaron para que esto no afectara a su discurso político y no ser tachados de xenófobos, también acusaron a las autoridades y a los medios de comunicación de haber tratado de ignorar o de encubrir los ataques para evitar las críticas en contra del asilo y la política de inmigración actual del gobierno alemán.

## Incidentes

### Colonia
Der Spiegel informó de que en la Nochevieja de 2015 hubo en Colonia 1218 víctimas, de las cuales la mitad fueron agredidas sexualmente. Según el ministro del interior de Renania del Norte-Westfalia, Ralf Jäger, se identificó a 153 sospechosos, de los cuales 149 eran extranjeros, «muchos de ellos solicitantes de asilo o inmigrantes sin documentación de su estado de residencia»."

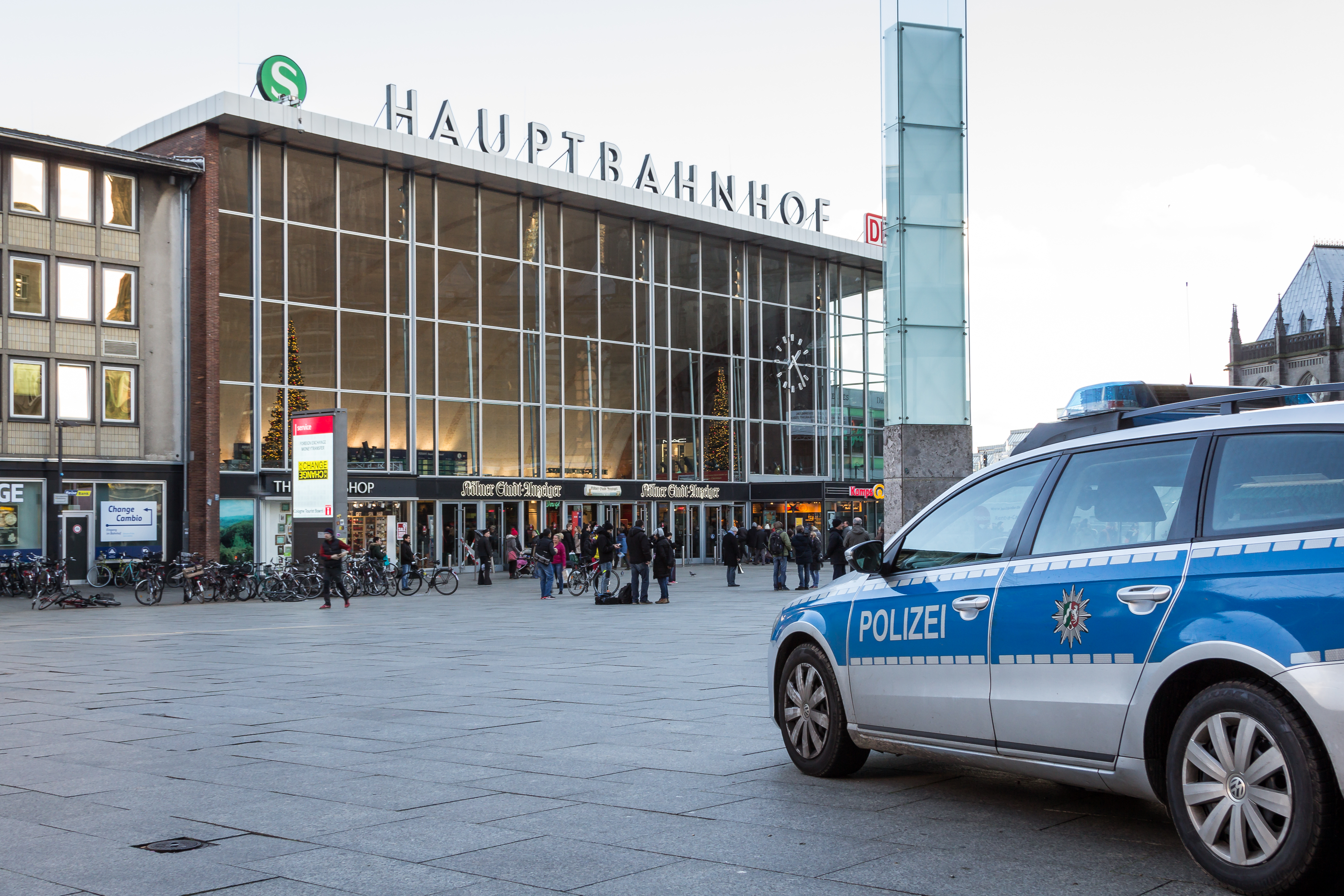
Plaza principal de Colonia, entre la estación principal de tren y la catedral de la ciudad.

El fiscal de Colonia informó haber recibido 1139 denuncias, de las cuales 485 fueron por agresiones sexuales.
Según Wolfgang Albers, exjefe de la policía de Colonia, los hombres eran «de apariencia árabe o del norte de África», tenían entre 15 y 35 años de edad y no hablaban alemán. También se informó de que los autores podrían ser hasta 1000 hombres fuertemente intoxicados de apariencia árabe o del norte de África. Sin embargo, los informes posteriores de Deutsche Presse-Agentur indican que esta cifra era representativa del total de hombres presentes en la plaza de la estación ferroviaria, no el número de asaltantes. Los ataques parecían estar coordinados y los perpetradores pudieron haber llegado en grandes grupos. Un grupo de alrededor de 500 hombres había tirado petardos a la multitud reunida en la plaza, y la explosión causada fue utilizada como distracción para así poder realizar pequeños hurtos. De acuerdo con el informe de la policía de Colonia del 2 de enero, los sospechosos intentaban distraer a las víctimas para sustraer objetos de valor, como teléfonos móviles o carteras. También indicaron que el tamaño de los grupos fue de entre 2 y 20 personas.
Según la oficina del fiscal de Colonia, el 16 de junio de 2016 había un total de 1,276 presuntas víctimas como resultado de los incidentes en la víspera de Año Nuevo. En Colonia hubo 1.182 anuncios en la víspera de Año Nuevo, 497 de ellos por agresión sexual que involucró a 648 víctimas. Según el anuncio, 284 personas fueron víctimas de una agresión sexual y un delito contra la propiedad . Hubo 5 cargos de violación y 16 de intento de violación. De los 183 acusados, 55 eran marroquíes, 53 argelinos, 22 iraquíes, 14 sirios y 14 alemanes. 73 acusados eran solicitantes de asilo, 36 ilegales en el momento del crimen en Alemania, 11 tenían un permiso de residencia . Para el resto, el estado no estaba claro. Ocho acusados estaban bajo custodia en este momento.

### Hamburgo
En la noche de año nuevo hubo casi 400 mujeres víctimas de ataques, localizados casi todos en las zonas de San Pauli y del Jungfernstieg.

### Düsseldorf
La policía recibió 113 quejas criminales, de las cuales 57 fueron por ataque sexual y 13 por agresiones verbales basadas en el sexo. Una comisión de investigación identificó a 113 víctimas, de las cuales 69 lo fueron por ofensas sexuales. De los nueve sospechosos ocho eran extranjeros.

## Reacciones

### En Alemania

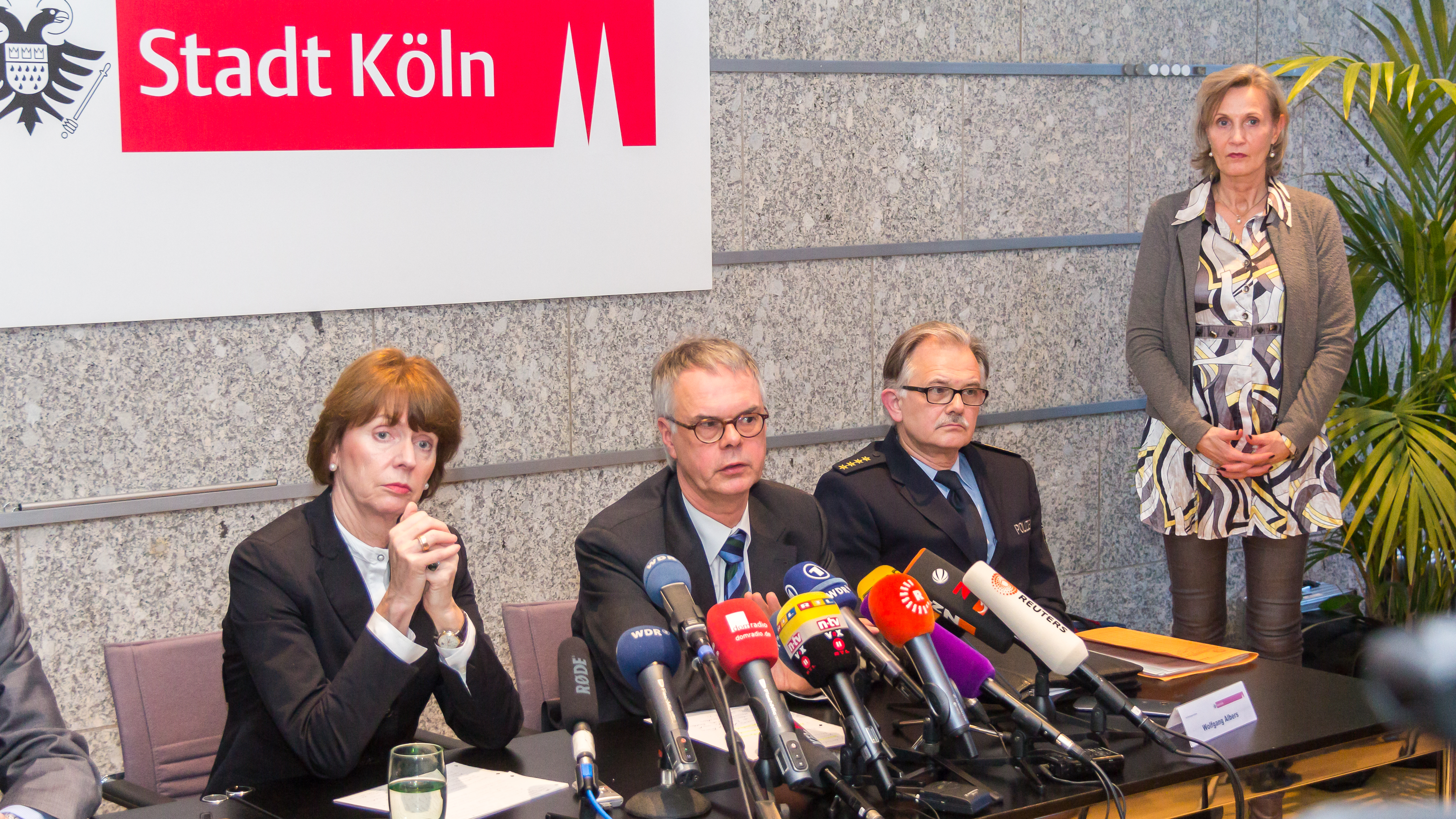
La alcaldesa de Colonia Henriette Reker y el jefe de policía Wolfgang Albers (en el centro), en una conferencia de prensa el 5 de enero de 2016.

La alcaldesa de Colonia Henriette Reker dijo que las mujeres deben seguir un «código de conducta», a fin de evitar futuros ataques. Convocó a una reunión con la policía, en respuesta a los incidentes, y calificó como «totalmente inadecuada» la vinculación entre los refugiados y los autores.
El ministro del Interior de Renania del Norte-Westfalia, Ralf Jäger, acusó a los inmigrantes del norte de África, y dijo que no iba a permitir que se reúnan «expresamente con el propósito de agredir sexualmente a mujeres». También expresó críticas hacia los grupos antiinmigrantes.
El 5 de enero, entre 200 y 300 mujeres protestaron frente a la catedral de Colonia exigiendo respeto a la mujer y la acción de la canciller Angela Merkel. Muchos alemanes reaccionaron con temor y preocupación. Además, aumentaron las compras de gas pimienta para la defensa personal.
La canciller Angela Merkel y el ministro de Justicia Heiko Maas condenaron los ataques. Maas describió los ataques como una «nueva dimensión de la delincuencia organizada». Merkel solicitó a Reker una respuesta dura, y dijo que todo debe hacerse «para encontrar a los responsables lo más rápida y completamente posible y castigarlos, independientemente de su origen», y prometió medidas preventivas para el carnaval, que será en febrero del 2016. Sigmar Gabriel, vicecanciller y ministro de Economía, exigió la deportación inmediata de los inmigrantes condenados y pidió «tolerancia cero para la criminalidad y los asaltos sexuales».
Varios turistas dieron por terminadas sus visitas a Colonia, a raíz de los ataques, entre ellos un grupo que canceló hasta el verano sus viajes a la ciudad.

### Internacionales
- Eslovaquia: El primer ministro, Robert Fico, pidió una cumbre de emergencia de la Unión Europea por los ataques y declaró que va a actuar para detener la entrada de refugiados musulmanes a su país. Fico dijo que no quiere que en su país ocurra algo como lo que pasó en Alemania.[35]
- Polonia: El Ministro de Relaciones Exteriores Witold Waszczykowski envió una carta oficial a Frank-Walter Steinmeier, Ministro de Asuntos Exteriores alemán, en la que preguntaba si había ciudadanos polacos heridos durante los hechos. Waszczykowski criticó a las autoridades alemanas por su manejo de la situación y dijo que es probable que el gobierno alemán haya tratado de ocultar los hechos y prohibirle a la gente informar a otros acerca de estos eventos. Waszczykowski declaró que, en su opinión, la ola de migración a Europa (que se vinculó a los eventos) fue utilizada por el Estado Islámico y por otras organizaciones terroristas.[36][37]
- República Checa: El 8 de enero el primer ministro checo Bohuslav Sobotka declaró su apoyo a la propuesta de Eslovaquia.[35]

## Incidentes en otros países
Se supo de ataques similares en la víspera de Año Nuevo fuera de Alemania, en Austria, Finlandia y Suecia. En Finlandia, la Oficina Nacional de Investigación negó las sospechas iniciales de que las agresiones similares a las de Colonia se habían planeado en Helsinki. El departamento de policía de Helsinki recibió información relativa a tres casos de acoso sexual, de los cuales dos dieron lugar a un informe de delito.